# داریغانغا
شهرستان داریغانغا (به زبان مغولی: Дарьганга сум، [Dar'ganga sum]؛ ᠳᠠᠷᠢᠭᠠᠩᠭ᠎ᠠ ᠰᠤᠮᠤ، [dariɣaŋɣ-a sumu]) یک شهرستان (سُوم) در مغولستان است که در استان سوخ‌باتور واقع شده‌است.

## تقسیمات اداری
شهرستان داریغانغا متشکل از ۴ قصبه (باغ) می‌باشد، شامل:
- آمان‌اوس (مغولی: Аман-Ус баг، [Aman-Us bag]؛ ᠠᠮᠠᠨ ᠤᠰᠤ ᠪᠠᠭ، [aman usu baɣ])
- اوبوت (مغولی: Овоот баг، [Ovoot bag]؛ ᠣᠪᠤᠭᠠᠲᠤ ᠪᠠᠭ، [oboɣatu baɣ])
- اُود (مغولی: Үүд баг، [Üüd bag]؛ ᠡᠭᠦᠳᠡ ᠪᠠᠭ، [egüde baɣ])
- بادراخ (مغولی: Бадрах баг، [Badrax bag]؛ ᠪᠠᠳᠠᠷᠠᠬᠤ ᠪᠠᠭ، [badaraqu baɣ])